# Criewen

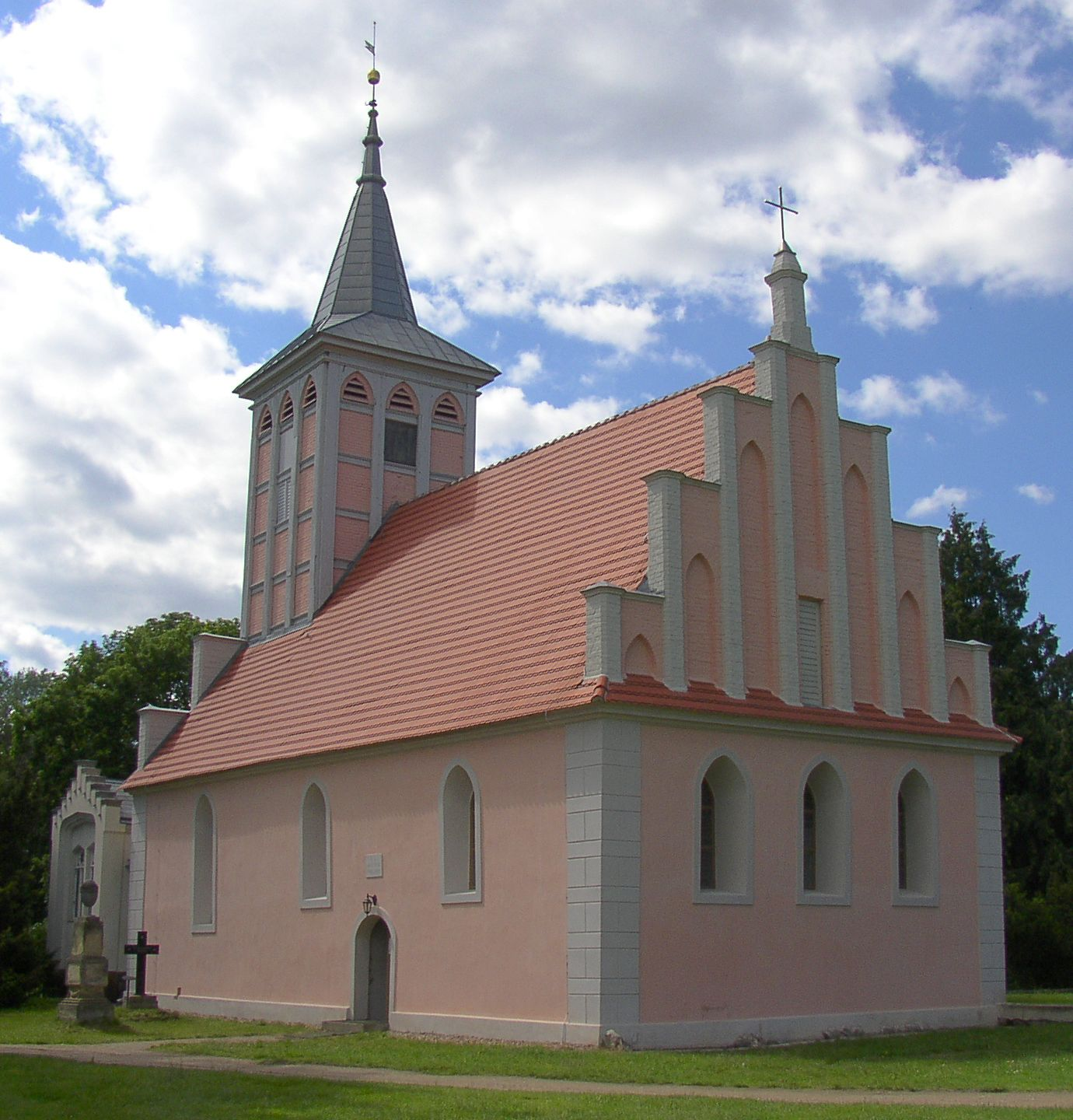
Kirche

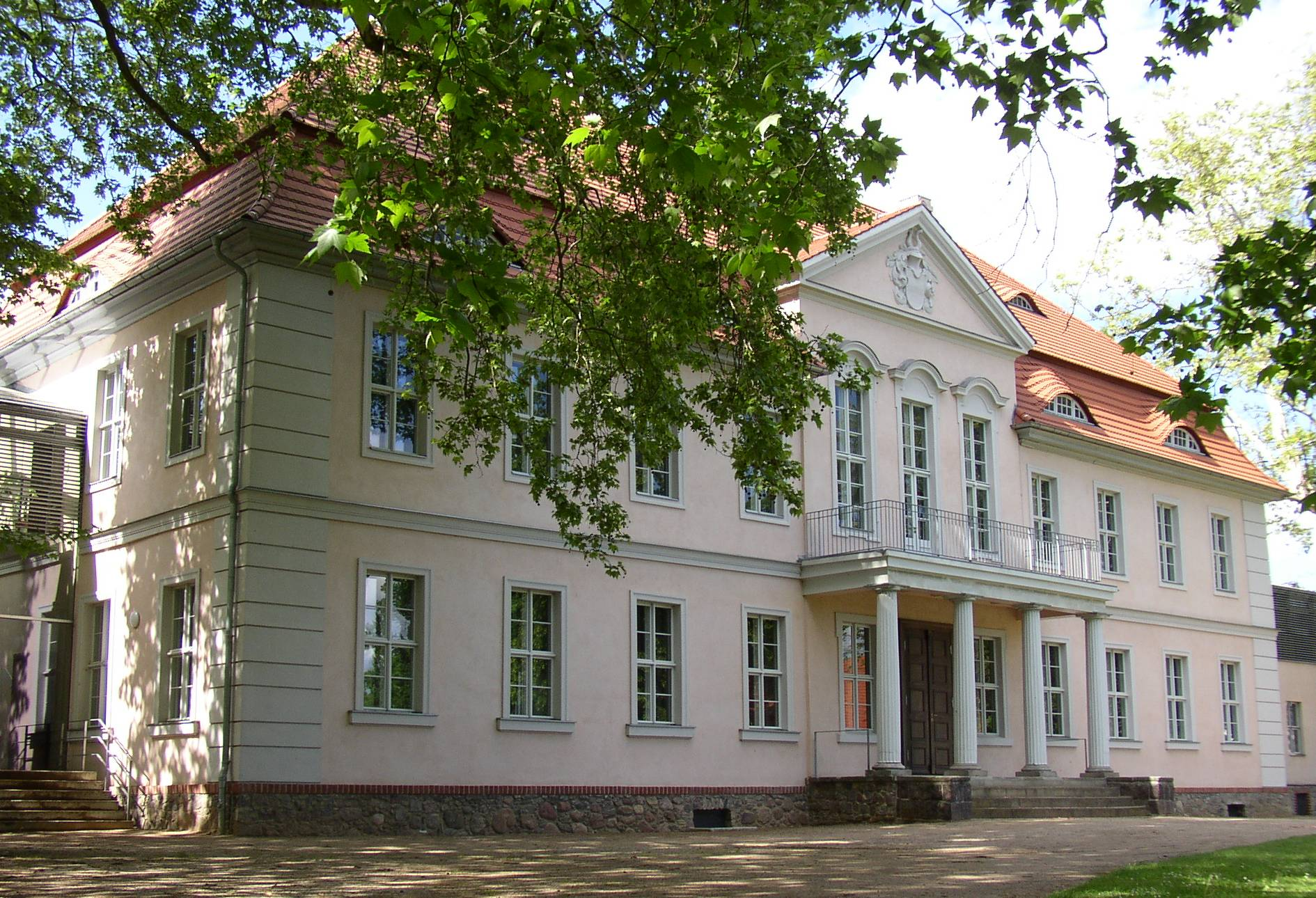
Schloss

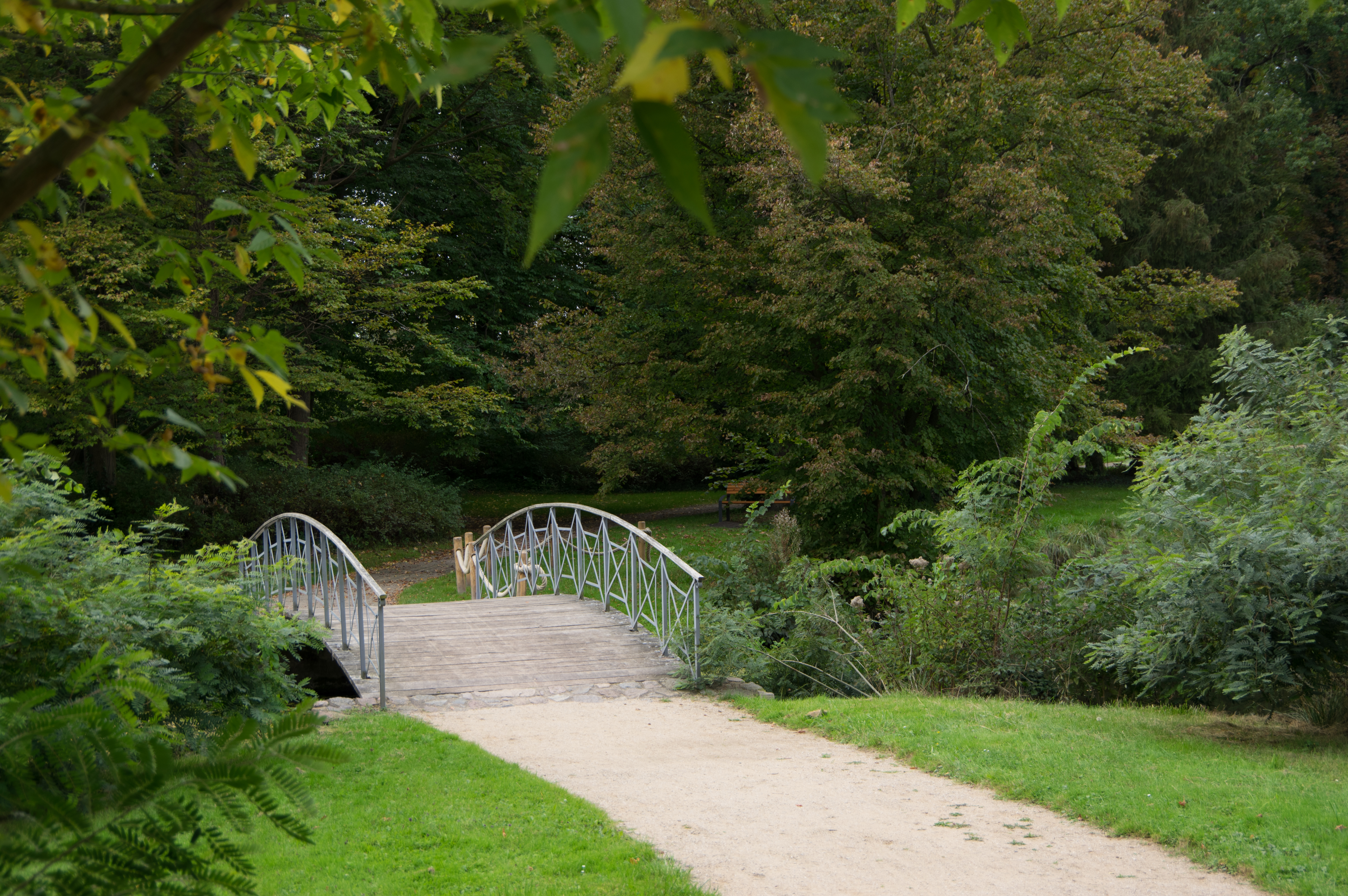
Lenné-Park

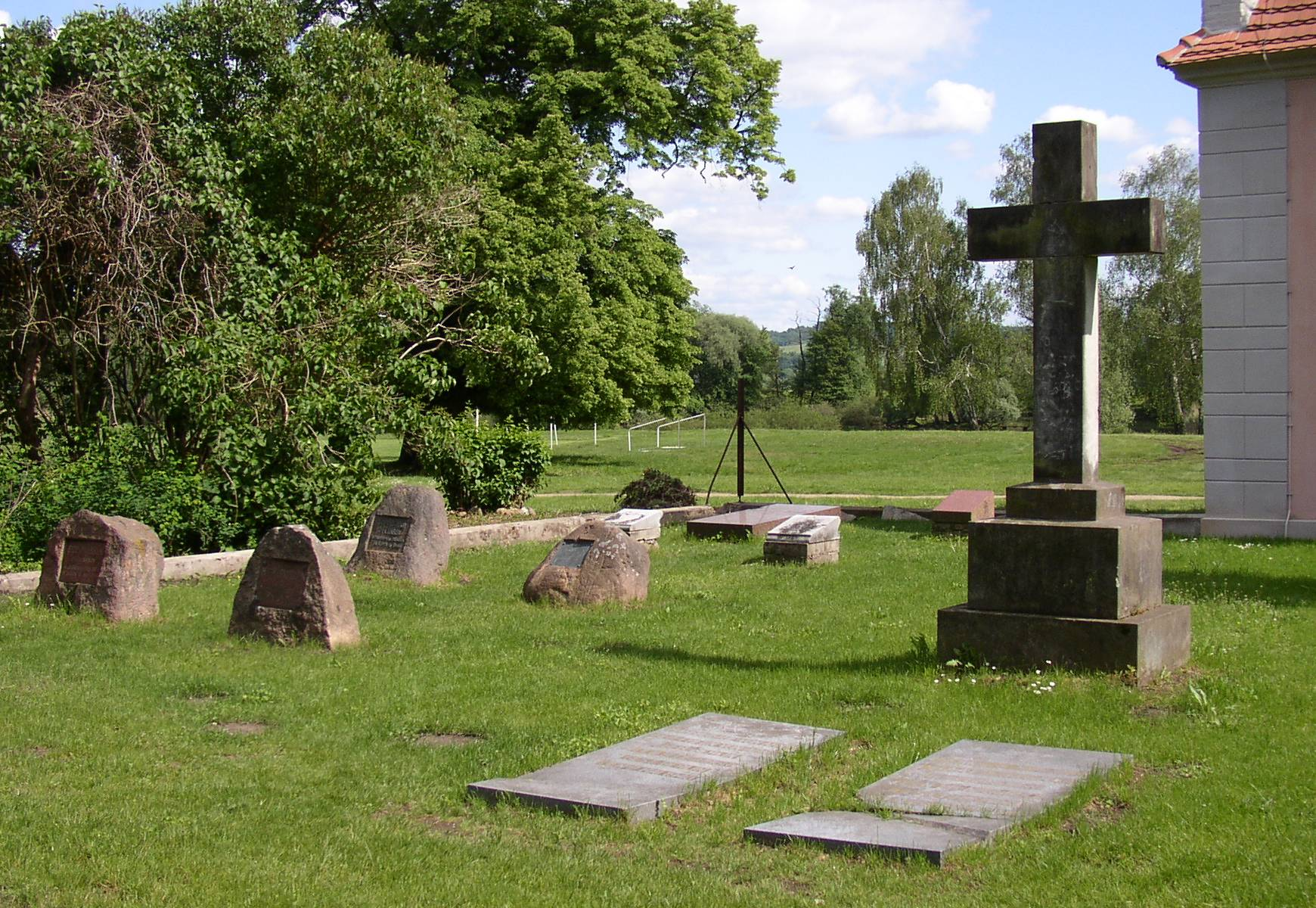
Patronatsfriedhof

Criewen ist eine vormals eigenständige Gemeinde mit 515 Einwohnern (Stand 31. Dezember 2021), die seit dem 1. August 2001 zu Schwedt/Oder gehört. Sie liegt nahe der polnischen Grenze, direkt angrenzend an den Nationalpark Unteres Odertal. Criewen wurde erstmals 1354 urkundlich erwähnt und ist somit eines der ältesten beurkundeten slawischen Fischerdörfer.

## Sehenswürdigkeiten
Das für den Rittmeister Otto von Arnim errichtete Schloss im Lenné-Park ist heute Sitz der Brandenburgischen Akademie Schloss Criewen. An der Restaurierung der Dorfkirche war ab 2003 auch die Deutsche Stiftung Denkmalschutz beteiligt.
Ein Anziehungspunkt für Touristen ist das Nationalparkzentrum Unteres Odertal mit dem Nationalparkhaus, das im Jahr 2000 im ehemaligen Schafstall der Gutsanlage eröffnet wurde.

### Patronatsfriedhof
Der von 1904 bis 1945 benutzte Patronatsfriedhof (nordöstlich der Kirche) enthält folgende Gräber:
- Margarethe von Arnim (* 9. Dezember 1860 in Berlin; † 2. Mai 1940 in Berlin), geb. Freiin von Arnim;
- Bernd von Arnim (* 20. Mai 1850 in Criewen; † 15. Dezember 1939 in Criewen), Staatsminister;
- Generalmajor a. D. Hans von Arnim (* 11. Februar 1855 in Criewen; † 21. Juli 1911 in Hannover);
- Marie von Arnim (* 8. Mai 1859 in Criewen; † 10. Mai 1935 in Criewen);
- Felicitas Joyce Freiin von Arnim (* 29. Juli 1899 in London; † 2. Juni 1916 in Bremen);
- Gräfin Sophie Adelheid von Arnim (* 21. August 1836 in Aachen; † 30. November 1918 in Criewen), geb. Gräfin von Arnim;
- Hans Bernd von Plessen (* 28. Januar 1904 in Potsdam; † 9. August 1932 in Berlin);
- Bernhard von Plessen (* 4. Oktober 1878 in Berlin; † 13. August 1927 in Berlin), Rittmeister a. D. im 1. Garde-Ulanen-Regiment;
- Elly von Plessen (* 19. Februar 1880 in Criewen; † 10. Mai 1934 in Berlin), geb. von Arnim;
- Mädy von Plessen (* 24. August 1918 in Berlin; † 22. Mai 1935 in Potsdam);
- Lilli von Arnim (1897–1944), „Zum Gedenken“ Harry von Arnim (1890–1941);
- Annabel von Arnim (* 14. April 1889; † 12. Mai 1945)
- Achim von Arnim (* 8. Januar 1879; † 12. Mai 1945)

## Söhne und Töchter der Gemeinde
- Gustav von Arnim (1820–1904), Gutsbesitzer und preußischer Politiker
- Bernd von Arnim (1850–1939), Staatsminister
- Harry von Arnim (1890–1941), Generalmajor
- Horst Wendlandt (1922–2002), Filmproduzent